# Oratorio della Madonna delle Calle
L'oratorio della Madonna delle Calle è un edificio sacro di Montemignaio che si trova in località Le Calle.

## Storia e descrizione
Di origine incerta, all'inizio era probabilmente un tabernacolo, esistente già alla metà del XV secolo, costruito sulla mulattiera (anticamente calla o calle) che attraverso i boschi portava al valico della Consuma, con il contributo dei pellegrini che giungevano numerosi a venerare l'immagine mariana considerata miracolosa. Nel 1641 il vescovo di Fiesole nominò il primo rettore, la cui abitazione venne successivamente trasformata in romitorio. 
L'oratorio, di semplice aspetto quattrocentesco, è preceduto da un ampio loggiato a tre arcate e caratterizzato da finestre e inginocchiatoi esterni e da un portale più tardo, forse secentesco.  
L'interno, anch'esso semplice, dal rustico pavimento in pietra, si conclude con l'altare secentesco dove è una copia della tavola con l'immagine Madonna delle Calle di Giovanni Toscani, per ragioni conservative trasferita nel 1960 presso la pieve di Montemignaio.